# Fimbrios
Fimbrios är ett släkte ormar i familjen Xenodermatidae med två arter som förekommer i Sydostasien.
Släktets medlemmar är med en längd upp till 75 cm små ormar. Arterna har ett gömt levnadssätt och de gräver troligen i marken i skogar. Individerna är aktiva på natten. De kännetecknas av en fläck med taggiga fjäll på underkäken. Båda arter har en gråbrun ovansida men Fimbrios smithi har ljusa fläckar och strimmor vid halsen. Exemplaren lever i kulliga områden och i bergstrakter mellan 350 och 1800 meter över havet. Arterna förekommer i södra Laos, södra Vietnam och i delar av Kambodja. IUCN listar alla Fimbrios klossi som livskraftig (LC) och den andra arten med kunskapsbrist (DD).
Arter enligt The Reptile Database:
- Fimbrios klossi
- Fimbrios smithi